# Uraria candida
Uraria candida är en ärtväxtart som beskrevs av Cornelis Andries Backer. Uraria candida ingår i släktet Uraria och familjen ärtväxter. Inga underarter finns listade i Catalogue of Life.